# Кононенко, Лидия Фёдоровна
Лидия Фёдоровна Кононенко (1926, Пирогово, Воронежская область — ?) — ткачиха Купавинской тонкосуконной фабрики. Вместе с Марией Рожнёвой выступила инициатором социалистического соревнования за экономию сырья в текстильной промышленности СССР. Лауреат Сталинской премии (1950).

## Биография
Лидия Кононенко родилась в 1926 году в селе Пирогово Воронежской области в крестьянской семье. В 1941 году окончила Пироговскую семилетнюю школу. Во время Великой Отечественной войны работала в колхозе родного села. В 1945 году переехала в Ногинский район Московской области и поступила в Купавинскую школу ФЗУ, по окончании которой стала работать ткачихой на Купавинской тонкосуконной фабрике. В 1949 году вступила в КПСС.
Лидия Кононенко первая на фабрике начала работать на четырёх станках вместо двух. В 1949 году вместе с прядильщицей Купавинской фабрики Марией Рожнёвой инициировала социалистическое соревнование за экономию сырья. Лидия Кононенко поставила себе цель минимизировать отходы пряжи. Благодаря своему методу организации работы она смогла сократить отходы (угары) шерстяной пряжи до 0,2 %, что в несколько раз ниже нормы. Инициатива Лидии Кононенко и Марии Рожнёвой была подхвачена работниками многих фабрик СССР и социалистического лагеря. В 1950 году Лидия Кононенко была удостоена Сталинской премии третьей степени «за разработку рациональных методов организации труда и производства в лёгкой промышленности, обеспечивших улучшение качества продукции и экономию сырья и материалов».
В 1950 году была делегатом Второй Всесоюзной конференции сторонников мира. В том же году избиралась депутатом Московского областного совета. В 1950-х годах без отрыва от производства окончила Московский текстильный техникум, а затем — технологический факультет Московского текстильного института (заочное отделение).

## Сочинения
- Рожнёва М, Кононенко Л. Радость мирного труда // Нас вырастил Сталин: рассказы лауреатов Сталинских премий. — Профиздат, 1950.
- Рожнёва М, Кононенко Л. Тебе, Родина. — М., 1950.
- Рожнёва М, Кононенко Л. В родной семье. — М.: Профиздат, 1953.